# فرودگاه گراسیسا
فرودگاه گراسیسا (به انگلیسی: Graciosa Airport) یک فرودگاه همگانی با کد یاتا GRW است که یک باند فرود آسفالت دارد و طول باند آن ۱۳۲۵ متر است. این فرودگاه در کشور پرتغال قرار دارد و در ارتفاع ۴۰ متری از سطح دریا واقع شده‌است.